# Futbolo Klubas Sūduva
Il Futbolo Klubas Sūduva, meglio noto come Sūduva, è una società calcistica lituana con sede nella città di Marijampolė. Milita nella A Lyga, la massima serie del campionato lituano di calcio. Nella sua storia ha vinto per tre volte il campionato lituano (2017, 2018 e 2019), per due volte la Coppa di Lituania e per tre volte la Supercoppa di Lituania.

## Storia
Il club venne fondato nel 1942 come Futbolo Klubas Sūduva. Nel corso degli anni il club è andato incontro ad una serie di cambi di denominazione, assumendo la denominazione di Sūduva nel 1962. Partecipò al campionato della RSS Lituana, raggiungendo la massima serie per l'edizione 1959-1960. Disputò diverse stagioni in massima serie, ottenendo il miglior risultato nel 1975 quando raggiunse la fase finale per l'assegnazione del titolo e chiudendo al terzo posto finale. Con la dichiarazione di indipendenza della Lituania, avvenuta l'11 marzo 1990, il Sūduva si iscrisse alla Baltic League 1990, un campionato ibrido che vedeva impegnate squadre lituane, estoni, lettoni e russe. Nel 1991 il Sūduva si iscrisse alla Lietuvos Lyga, la massima serie del neocostituito campionato lituano di calcio, concludendo al quindicesimo ed ultimo posto e retrocedendo in seconda serie. Nel decennio successivo il Sūduva partecipò ai campionati di seconda e terza serie.
Nel 2001 il Sūduva concluse il campionato di 1 Lyga al secondo posto, venendo promosso in A Lyga. Nel maggio 2002 raggiunse la finale della coppa nazionale, venendo sconfitto dal FBK Kaunas per 3-1. Poiché il FBK Kaunas era già qualificato alle competizioni UEFA, il Sūduva venne così ammesso alla Coppa UEFA per l'edizione 2002-2003. In questa competizione il Sūduva eliminò nel turno di qualificazione la squadra norvegese del Brann grazie anche ad una tripletta di Tomas Radzinevičius nella gara di ritorno, per poi venire eliminato nel turno successivo dagli scozzesi del Celtic con un complessivo 1-10. Nelle stagioni successive il Sūduva seppe consolidarsi nelle parti alte della classifica della A Lyga, raggiungendo il secondo posto finale sia nel 2007 sia nel 2010. Nel 2006 vinse il primo trofeo della sua storia, la coppa nazionale, battendo in finale l'Ekranas per 1-0 grazie alla rete realizzata da Darius Maciulevičius. Nel 2009 si ripeté conquistando la seconda coppa nazionale, superando in finale il Tauras per 1-0. Nello stesso anno conquistò la supercoppa nazionale superando l'Ekranas. Grazie a questi successi ed ai piazzamenti in campionato ha partecipato a diverse edizioni della Coppa UEFA prima e della UEFA Europa League dopo, senza riuscire ad andare oltre il secondo turno preliminare. Nel 2016 ha raggiunto la finale della Lietuvos Taurė, venendo però sconfitto per 0-2 dallo Žalgiris Vilnius.
Prende parte alle qualificazioni di UEFA Europa League 2016-2017 dove sfiora l’accesso alla fase a gironi perdendo ai playoff contro i bulgari del Ludogorets. Nella stagione 2017 ha vinto il campionato lituano per la prima volta nella sua storia. La vittoria del campionato permette al club di prendere parte ai preliminari di UEFA Champions League 2018-2019, venendo eliminati dal Crvena Zvezda. Regredita nei preliminari di Europa League, sfiora di nuovo i gironi per il secondo anno consecutivo, stavolta uscendone sconfitti contro il Celtic.
Vincono per la seconda volta nella sua storia, per il secondo anno consecutivo, il campionato lituano del 2018 con 77 punti (2 in più dello Žalgiris Vilnius), qualificandosi per i preliminari di Champions League 2019-2020.

## Palmarès

### Competizioni nazionali
- Campionato lituano: 3

2017, 2018, 2019
- Coppa di Lituania: 3

2006, 2008-2009, 2019
- Supercoppa di Lituania: 4

2009, 2018, 2019, 2022
- 2 Lyga: 1

2000

### Altri piazzamenti
- Campionato della RSS lituana:

Secondo posto: 1975
- Campionato lituano:

Secondo posto: 2007, 2010, 2020, 2021
Terzo posto: 2005, 2009, 2011, 2012
- Coppa di Lituania:

Finalista: 2002, 2016, 2020
Semifinalista: 2011-2012, 2015-2016, 2017
- Supercoppa di Lituania:

Finalista: 2007, 2020
- Baltic League:

Finalista: 2009-2010

## Statistiche

### Partecipazione alle competizioni UEFA
| Stagione  | Torneo                | Turno                           | Club              | Andata | Ritorno   | Totale         |
| --------- | --------------------- | ------------------------------- | ----------------- | ------ | --------- | -------------- |
| 2002-2003 | Coppa UEFA            | Turno di qualificazione         | Brann             | 3-2    | 3-2       | 6-4            |
| 2002-2003 | Coppa UEFA            | Primo turno                     | Celtic            | 1-8    | 0-2       | 1-10           |
| 2006-2007 | Coppa UEFA            | Primo turno preliminare         | Rhyl              | 0-0    | 2-1       | 2-1            |
| 2006-2007 | Coppa UEFA            | Secondo turno preliminare       | Club Brugge       | 0-2    | 2-5       | 2-7            |
| 2007-2008 | Coppa UEFA            | Primo turno preliminare         | Dungannon Swifts  | 0-1    | 4-0       | 4-1            |
| 2007-2008 | Coppa UEFA            | Secondo turno preliminare       | Brann             | 1-2    | 3-4       | 4-6            |
| 2008-2009 | Coppa UEFA            | Primo turno preliminare         | The New Saints    | 1-0    | 1-0       | 2-0            |
| 2008-2009 | Coppa UEFA            | Secondo turno preliminare       | Red Bull Salzburg | 1-4    | 1-0       | 2-4            |
| 2009-2010 | UEFA Europa League    | Secondo turno preliminare       | Randers           | 0-1    | 1-1       | 1-2            |
| 2010-2011 | UEFA Europa League    | Secondo turno preliminare       | Rapid Vienna      | 0-2    | 2-4       | 2-6            |
| 2011-2012 | UEFA Europa League    | Secondo turno preliminare       | Elfsborg          | 1-1    | 0-3       | 1-4            |
| 2012-2013 | UEFA Europa League    | Primo turno preliminare         | Daugava           | 0-1    | 3-2       | 3-3 (gfc)      |
| 2012-2013 | UEFA Europa League    | Secondo turno preliminare       | Vojvodina         | 1-1    | 0-4       | 1-5            |
| 2013-2014 | UEFA Europa League    | Primo turno preliminare         | Horizont Turnovo  | 2-2    | 2-2 (dts) | 4-4 (rig: 4-5) |
| 2016-2017 | UEFA Europa League    | Primo turno preliminare         | Midtjylland       | 0-1    | 0-1       | 0-2            |
| 2017-2018 | UEFA Europa League    | Primo turno preliminare         | Šachcër Salihorsk | 0-0    | 2-1       | 2-1            |
| 2017-2018 | UEFA Europa League    | Secondo turno preliminare       | Liepāja           | 2-0    | 0-1       | 2-1            |
| 2017-2018 | UEFA Europa League    | Terzo turno preliminare         | Sion              | 3-0    | 1-1       | 4-1            |
| 2017-2018 | UEFA Europa League    | Play-off                        | Ludogorec         | 0-2    | 0-0       | 0-2            |
| 2018–19   | UEFA Champions League | Primo turno di qualificazione   | APOEL             | 3-1    | 0-1       | 3-2            |
| 2018–19   | UEFA Champions League | Secondo turno di qualificazione | Crvena zvezda     | 0-2    | 0-3       | 0-5            |
| 2018–19   | UEFA Europa League    | Terzo turno preliminare         | Spartaks Jūrmala  | 0–0    | 1−0       | 1−0            |
| 2018–19   | UEFA Europa League    | Play-off                        | Celtic            | 1–1    | 0−3       | 0−3            |

## Organico

### Rosa 2022
Aggiornata al 10 febbraio 2022.
| N. |                     | Ruolo | Calciatore            |
| -- | ------------------- | ----- | --------------------- |
| 1  | Grecia (bandiera)   | P     | Makīs Giannikoglou    |
| 3  | Lituania (bandiera) | D     | Justinas Januševskij  |
| 4  | Belgio (bandiera)   | C     | Olivier Rommens       |
| 7  | Georgia (bandiera)  | C     | Levan Macharashvili   |
| 8  | Croazia (bandiera)  | C     | Tomislav Gomelt       |
| 11 | Spagna (bandiera)   | A     | Xabi Auzmendi         |
| 15 | Serbia (bandiera)   | D     | Aleksandar Živanović  |
| 17 | Lituania (bandiera) | C     | Giedrius Matulevičius |
| 19 | Lituania (bandiera) | D     | Vaidas Slavickas      |
| 21 | Lituania (bandiera) | C     | Matas Miškinis        |

| N. |                         | Ruolo | Calciatore             |
| -- | ----------------------- | ----- | ---------------------- |
| 22 | RD del Congo (bandiera) | A     | Kule Mbombo            |
| 23 | Ucraina (bandiera)      | A     | Jevhen Protasov        |
| 27 | Lituania (bandiera)     | D     | Modestas Vainikaitis   |
| 28 | Lituania (bandiera)     | C     | Ernestas Burdzilauskas |
| 29 | Lituania (bandiera)     | D     | Markas Beneta          |
| 55 | Lituania (bandiera)     | P     | Tomas Švedkauskas      |
| 88 | Serbia (bandiera)       | C     | Marko Pavlovski        |
| 94 | Francia (bandiera)      | D     | Nicolas Taravel        |
| 99 | Lituania (bandiera)     | P     | Vilius Stebrys         |

### Rosa 2021
Aggiornata al 15 settembre 2021.
| N. |                                 | Ruolo | Calciatore               |
| -- | ------------------------------- | ----- | ------------------------ |
| 1  | Grecia (bandiera)               | P     | Makis Giannikoglou       |
| 2  | Croazia (bandiera)              | D     | Igor Jovanović           |
| 3  | Giappone (bandiera)             | C     | Keisuke Honda            |
| 4  | Belgio (bandiera)               | C     | Olivier Rommens          |
| 5  | Argentina (bandiera)            | C     | Nicolás Gorobsov         |
| 6  | Lituania (bandiera)             | C     | Povilas Leimonas         |
| 7  | Bielorussia (bandiera)          | A     | Aljaksandr Makas'        |
| 8  | Spagna (bandiera)               | C     | Nacho Cases              |
| 9  | Grecia (bandiera)               | A     | Alexandros Gargalatzidis |
| 10 | Bosnia ed Erzegovina (bandiera) | D     | Semir Kerla              |
| 11 | Spagna (bandiera)               | C     | Xabi Auzmendi            |
| 12 | Croazia (bandiera)              | P     | Ivan Kardum              |
| 13 | Togo (bandiera)                 | C     | Serge Nyuiadzi           |

| N. |                         | Ruolo | Calciatore                  |
| -- | ----------------------- | ----- | --------------------------- |
| 15 | Serbia (bandiera)       | D     | Aleksandar Živanović        |
| 17 | Lituania (bandiera)     | C     | Giedrius Matulevičius       |
| 19 | Lituania (bandiera)     | D     | Vaidas Slavickas (capitano) |
| 20 | Francia (bandiera)      | C     | Romain Habran               |
| 21 | Lituania (bandiera)     | C     | Matas Miskinis              |
| 27 | Lituania (bandiera)     | D     | Modestas Vainikaitis        |
| 28 | Lituania (bandiera)     | C     | Ernestas Burdzilauskas      |
| 29 | Lituania (bandiera)     | D     | Markas Beneta               |
| 32 | Lituania (bandiera)     | C     | Augustas Dubickas           |
| 35 | RD del Congo (bandiera) | C     | Jordan Nkololo              |
| 80 | Ucraina (bandiera)      | D     | Jevhen Jefremov             |
| 94 | Francia (bandiera)      | D     | Nicolas Taravel             |
| 99 | Lituania (bandiera)     | P     | Vilius Stebrys              |